# طواف ألميريا 2020
طواف ألميريا 2020 (بالإسبانية: Clásica de Almería 2020)‏ هو سباق دراجات هوائية، وهو الموسم رقم 35 من السباق، وأقيم في 16 فبراير 2020، وامتدّ لمسافة 187.6 كيلومتر، وهو أحد سباقات سلسلة سباقات الاتحاد الدولي للدراجات للمحترفين 2020، وهو من نوع سباق يوم واحد، وقد شارك في السباق 138 متسابقاً ووصل إلى نهايته 120 متسابقاً.
فاز فيه بالمركز الأول باسكال أكرمان، وبالمركز الثاني ألكسندر كريستوف، وبالمركز الثالث إيليا فيفياني.

## الفرق
| فرق عالمية (8)- AG2R La Mondiale - Astana - Bora-Hansgrohe - Israel Start-Up Nation - Movistar Team - UAE Team Emirates - Cofidis - Mitchelton-Scott فرق برو (9)- Arkéa-Samsic - سبورت فلاندرين بالويس 2020 ‏ - Circus-Wanty Gobert - برجس بي إتش 2020 ‏ - فيتال كونسبت ‏ - كاجا رورال-سيغوروس 2020 ‏ - غازبروم روسفيلو ‏ - 2020 ريوال سيكوريتاس ‏ - بنجوال باوليز ساوكس دبليو بي ‏ فرق قارية (2)- كيرن فارما 2020 ‏ - إيولو كوميت ‏ |  |
| |  |

## التصنيف العام النهائي
| التصنيف العام         | التصنيف العام                    | التصنيف العام | التصنيف العام                    | التصنيف العام     |
| العداء                | العداء                           | البلد         | الفريق                           | الوقت             |
| --------------------- | -------------------------------- | ------------- | -------------------------------- | ----------------- |
| 1                     | باسكال أكرمان                    | ألمانيا       | بورا هانسغروه                    | 4 س 24 دقيقة 04 ث |
| 2                     | ألكسندر كريستوف                  | النرويج       | فريق الإمارات                    | + 0 ث             |
| 3                     | إيليا فيفياني                    | إيطاليا       | كوفيديس                          | + 0 ث             |
| 4                     | داني فان بوبيل                   | هولندا        | Circus-Wanty Gobert              | + 0 ث             |
| 5                     | لوكا ميزجيك                      | سلوفينيا      | Mitchelton-Scott                 | + 0 ث             |
| 6                     | أموري كابيو                      | بلجيكا        | Sport Vlaanderen-Baloise         | + 0 ث             |
| 7                     | كليمان فنتوريني                  | فرنسا         | AG2R La Mondiale                 | + 0 ث             |
| 8                     | رودي باربير                      | فرنسا         | Israel Start-Up Nation           | + 0 ث             |
| 9                     | خوان خوسيه لوباتو                | إسبانيا       | Fundación-Orbea                  | + 0 ث             |
| 10                    | توماس بودات                      | فرنسا         | اركيا سامسيك                     | + 0 ث             |
| 11                    | إدوارد بلانكايرتإدوارد بلانكايرت | بلجيكا        | Sport Vlaanderen-Baloise         | + 0 ث             |
| 12                    | يورغن رويلاندز                   | بلجيكا        | موفيستار                         | + 0 ث             |
| 13                    | إنريكي سانز                      | إسبانيا       | Kern Pharma                      | + 0 ث             |
| 14                    | Christophe Noppe ‏                | بلجيكا        | اركيا سامسيك                     | + 0 ث             |
| 15                    | بريان كوكار                      | فرنسا         | B&B Hotels-Vital Concept p/b KTM | + 0 ث             |
| مصدر: ProCyclingStats |                                  |               |                                  |                   |

## وصلات خارجية
- الموقع الرسمي
- لمحة عن سباق طواف ألميريا 2020 على موقع  ProCyclingStats   (برو  سايكلنج  ستاتس) - إحصاءات  محترفي  الدراجات.
- طواف ألميريا 2020 على موقع إحصائيات الدراجات الإحترافية (الإنجليزية)